# Мониторинг компьютерной сети
Мониторинг компьютерной сети — это процесс постоянного отслеживания компьютерной сети на наличие медленных или неисправных компонентов, проверка состояния метрик, в том числе метрик качества предоставления сервиса. Процесс включает в себя уведомление администратора сети (по электронной почте, SMS или другими сигналами тревоги) в случае сбоев или других проблем. Мониторинг сети является частью управления сетью.

## Подробности
В то время как система обнаружения вторжений отслеживает сетевые угрозы, приходящие в сеть извне, система сетевого мониторинга отслеживает в сети проблемы, вызванные перегрузкой или сбоем серверов, сетевых подключений или других устройств.
Например, чтобы определить состояние веб-сервера, программное обеспечение для мониторинга может периодически отправлять HTTP-запрос для получения страницы. Для почтовых серверов тестовое сообщение может быть отправлено через SMTP и получено с помощью IMAP или POP3.
Обычно измеряемыми метриками являются время отклика, доступность и время безотказной работы. Начинают, также, набирать популярность метрики согласованности и надежности. Широкое распространение средств оптимизации WAN оказывает негативное влияние на большинство инструментов мониторинга сети, особенно когда речь идет об измерении точной сквозной задержки, поскольку они ограничивают возможность проверки времени задержки туда и обратно.
Сбои запроса статуса, такие как невозможность установления соединения, превышение времени ожидания или невозможность получения документа или сообщения, обычно приводят к действию системы мониторинга. Эти действия различаются; Аварийный сигнал может быть отправлен (через SMS, электронную почту и т. д.) системному администратору-резиденту, могут быть активированы автоматические системы аварийного переключения для снятия проблемного сервера с работы до тех пор, пока он не будет отремонтирован, и т. д.
Мониторинг производительности сетевого восходящего канала также известен как измерение сетевого трафика.
Системы сетевого мониторинга могут быть пассивными и активными. Пассивные ориентированы на сбор и анализ имеющегося сетевого траффика, активные способны его инициировать.

### Аналитика маршрутизации
Аналитика маршрутизации — еще одна важная область сетевых измерений. Он включает в себя методы, системы, алгоритмы и инструменты для мониторинга состояния маршрутизации сетей. Неправильная маршрутизация или проблемы с маршрутизацией вызывают нежелательное снижение производительности или простои.

### Различные типы протоколов
Службы мониторинга сайта могут проверять страницы HTTP, HTTPS, SNMP, FTP, SMTP, POP3, IMAP, DNS, SSH, TELNET, SSL, TCP, ICMP, SIP, UDP, потоковую передачу мультимедиа и ряд других портов с различными интервалами проверки от каждых четырех часов до каждой минуты. Как правило, большинство служб мониторинга сети тестируют ваш сервер где-то от одного раза в час до одного раза в минуту.
Для мониторинга производительности сети большинство инструментов используют такие протоколы, как SNMP, NetFlow, Packet Sniffing или WMI.

### Мониторинг интернет-серверов
Мониторинг интернет-сервера обеспечивает осведомлённость владельца сервера о функционировании самого сервера и/или запущенных на нём сервисов. Мониторинг сервера может быть внутренним, то есть программное обеспечение веб-сервера проверяет его состояние и уведомляет владельца, если какие-то службы выходят из строя, и внешним, то есть некоторые компании, занимающиеся мониторингом веб-серверов, проверяют состояние служб с определенной периодичностью. Мониторинг сервера может включать проверку системных показателей, таких как использование центрального процессора, использование памяти, производительность сети и дисковое пространство. Он также может включать в себя мониторинг приложений, например, проверку процессов таких программ, как HTTP-сервер Apache, MySQL, Nginx, Postgres и других.
Внешний мониторинг более надежен, так как продолжает работать даже тогда, когда сервер полностью выходит из строя. Хорошие инструменты мониторинга серверов также имеют функции сравнительного анализа производительности, возможности оповещения и возможность связывать определенные пороговые значения с автоматизированными серверными заданиями, такими как выделение дополнительной памяти или выполнение резервного копирования.

### Уведомления
Поскольку информация, поступающая от сервисов мониторинга веб-серверов, в большинстве случаев носит срочный характер и может иметь решающее значение, могут использоваться различные способы оповещения: электронная почта, стационарные и мобильные телефоны, мессенджеры, SMS, факс, пейджеры и т. д.